# Tierras Coloradas
Tierras Coloradas es una localidad del estado mexicano de Jalisco. Es parte del municipio de Acatic.

## Demografía
| Gráfica de evolución demográfica |
|                                  |

| Censo | Población |
| ----- | --------- |
| 1900  | 173       |
| 1910  | 94        |
| 1921  | 124       |
| 1930  | 136       |
| 1940  | 127       |
| 1950  | 113       |
| 1960  | 184       |
| 1970  | 153       |
| 1980  | 371       |
| 1990  | 793       |
| 2000  | 1 174     |
| 2010  | 1 546     |
| 2020  | 1 988     |